# Судницын, Алексей Владимирович
Алексей Владимирович Судницын (3 июля 1958, Калинин — 4 мая 2020, Тверь) — советский и российский футболист, защитник.
Воспитанник футбольной школы Калинина, первый тренер В. И. Дорофеев. Бо́льшую часть карьеры провёл в местной команде второй лиги «Волга», за которую в 1976—1987 годах сыграл 250 матчей, забил 6 голов. С 1977 года также числился инструктором физкультуры в московском «Торпедо», в составе которого провёл единственный матч в высшей лиге — 16 ноября 1979 года в гостевой игре против «Зари» (2:4) вышел на 75-й минуте.
В 1989—1990 годах играл за «Волочанин» Вышний Волочёк в турнире «Футбол России». Завершил карьеру в клубе «Спутник» Кимры, за который играл в 1991 году в первенстве КФК и в 1992 году во второй российской лиге.